# Speak of the Devil (álbum de Chris Isaak)
Speak of the Devil (en español: Hablar del diablo) es el séptimo álbum de estudio del cantautor estadounidense Chris Isaak. Fue publicado el 22 de septiembre de 1998 a través del sello discográfico Reprise. En entrevistas promocionales, Isaak lo describe como su álbum más ruidoso y con una mayor cantidad de músicos invitados.
Según sus palabras expresadas a la Associated Press, el “diablo” descrito en el título se refiere a cualquier mujer hermosa que captiva a las personas.

## Concepto
Luego de publicar Baja Sessions y sus canciones más suaves, Isaak describe al álbum por tener piezas más rockeras junto a su banda Silvertone. Parte de estos cambios incluye una mayor integración de instrumentos, como teclados, piano y arreglo de cuerdas, siendo descrito como su álbum más avant-pop, incluyendo la participación de Diane Warren en la composición de «Breaking Apart» más la producción de su colega usual Erik Jacobsen y el apoyo de Rob Cavallo.

## Promoción
Meses antes de la publicación de su álbum, ya incluía en sus giras promocionales canciones inéditas, recibiendo mayor atención «Don't Get So Down on Yourself» por su sonido ominoso de su guitarra acústica. Ya publicado el material, se embarcó en una gira por el país entre noviembre a diciembre del mismo año.
Tuvo una extensión como parte de una gira veraniega, esto en 22 fechas entre junio a agosto de 1999. A finales de año, tuvo un concierto especial en el Fox Theatre de su natal Stockfon, siendo descrito como su “regreso a casa”.

## Lista de canciones
Todas las canciones escritas y compuestas por Chris Isaak, excepto «Breaking Apart» junto a Diane Warren. 
| N.º   | Título                          | Duración |  |
| 1.    | «Please»                        | 3:34     |  |
| 2.    | «Flying»                        | 3:08     |  |
| 3.    | «Walk Slow»                     | 3:01     |  |
| 4.    | «Breaking Apart»                | 3:45     |  |
| 5.    | «This Time»                     | 3:13     |  |
| 6.    | «Speak of the Devil»            | 3:31     |  |
| 7.    | «Like the Way She Moves»        | 2:50     |  |
| 8.    | «Wanderin'»                     | 2:42     |  |
| 9.    | «Don't Get So Down on Yourself» | 3:11     |  |
| 10.   | «Black Flowers»                 | 2:44     |  |
| 11.   | «I'm Not Sleepy»                | 2:37     |  |
| 12.   | «7 Lonely Nights»               | 2:10     |  |
| 13.   | «Talkin' 'Bout a Home»          | 4:45     |  |
| 14.   | «Super Magic 2000»              | 3:45     |  |
| 44:55 |                                 |          |  |

## Créditos y personal
- Chris Isaak – Artista principal, guitarra, productor (4-6, 9, 12-14).
- Erik Jacobsen – Productor (1-3, 7-12).
- Rob Cavallo – Guitarra adicional en «Please» y «Walk Slow», productor (4).
- Chris Lord-Alge – Mezcla (1, 2, 5-8 ,11)
- Mark Needham – Mezcla (3, 4, 9, 10, 12-14).
- Hershel Yatovitz – Guitarra, coros.
- Rowland Salley – Bajo, coros.
- Kenney Dale Johnson – Batería, coros.
- Curt Bisquera, Cynthia Corra, Dave Palmer, Frank Martin, Jamie Muhoberac, Jimmy Pugh, John Pierce, Julie Lorch, Mark Needham, Mary Dunaway, Matt Chamberlain, Patrick Warren, Steve Ferrone, Terry Wood, Weddy Waller – Músicos adicionales.
- Melanie Nissen – Fotografía.

## Posicionamiento en listas
| Listas (1998)                  | Mejor posición |
| ------------------------------ | -------------- |
| Alemania (Offizielle Top 100)  | 99             |
| Australia (ARIA Charts)        | 11             |
| Estados Unidos (Billboard 200) | 41             |
| Francia (SNEP)                 | 34             |
| Noruega (VG-lista)             | 37             |
| Nueva Zelanda (RIANZ)          | 19             |
| Reino Unido (UK Albums)        | 108            |
| Suecia (Sverigetopplistan)     | 39             |

## Certificaciones
| País (Certificador) | Certificación | Ventas certificadas |
| --- | ------------- | ------------------- |
| Australia (ARIA) | Platino       | 70 000*             |
| ^cifras de envíos basadas únicamente en la certificación xcifras no especificadas basadas únicamente en la certificación |               |                     |